# دهناء
الدهناء عربة مدرعة عسكرية سعودية الصنع. ذات دفع رباعي المتعددة المهام، متوائمة مع كافة شروط ومواصفات الاستخدام العسكري.

## التسمية
تحمل اسم ”الدهناء“، وهو اسم صحراء الدهناء التي تتوسط المملكة على مساحة واسعة، في إشارة لقوة العربات الجديدة وقدرتها على العمل في بلد ذي مناخ جاف وحار لشهور طويلة، بينما تحتل الصحاري مساحات واسعة فيه.

## التصنيع
يقوم مصنع المدرعات والمعدات الثقيلة، التابع للمؤسسة العامة للصناعات العسكرية، بإنتاج العربات الجديدة لصالح المديرية العامة لحرس الحدود، التابعة لوزارة الداخلية.
وكانت هيئة الصناعات عملت على إرساء عقد صناعة العربات المدرعة على «مصنع المدرعات والمعدات الثقيلة» بالشراكة مع وزارة الداخلية، وبذلك يتم توطين الصناعة لصالح المديرية العامة لحرس الحدود وفق أحدث المواصفات والمعايير العالمية.

## المواصفات الأساسية
تم استخدام الحديد المقاوم في بناء الجسم الخارجي للعربة بالكامل حيث يوفر حماية عالية للطاقم وجميع مكونات العربة بما في ذلك حجرة المحرك، كما أن هيكل العربة وزجاجها يحتويان على تدريع حماية من المستوى الأول مع إمكانية تدريع إضافي حتى المستوى الثاني أو السابع.
أما نظام الدفع الخاص بـ”الدهناء” فقد تم بناؤه باستخدام مكونات تتوافق مع متطلبات العملياتية للمدرعة في مختلف الظروف، حيث تتميز بنظام دفع قوي وسهل الصيانة مثبت على هيكلها بواسطة نظام تعليق مستقل يوفر مرونة في الحركة مع المحافظة على الثبات في مختلف أنوع الطرق.
وتعمل المدرعة بمحرك ديزل 4 أسطوانات، ويبلغ وزنها (FB7) نحو 9100 كجم (10 أطنان تقريباً)، وتتحصن بمستوى عال من الحماية مع الحفاظ على ارتفاعها المنخفض مما يساعد على أداء مهامها دون إثارة الانتباه، كما أن حجمها يعتبر مثالياً لتجاوز الممرات الضيقة بالمناطق الجبلية الضيقة وللحركة بحرية أيضاً في المناطق المدنية.
ويبلغ طول مدرعة “الدهناء” نحو 5000 ملم، أما عرضها فيصل إلى 2200 ملم فيما يبلغ ارتفاعها نحو 2065 ملم.
وتتمثل الأبعاد الخاصة بالمدرعة في أن “الخلوص الأرضي” الخاص بها – ارتفاع الركوب أو المسافة بين الأرض وأدنى نقطة في منتصف المركبة – يبلغ نحو 375 ملم، أما زاوية الاقتراب (Approach angle) – أقصى ميل يمكن للمدرعة صعوده من المستوى الأفقي دون إتلاف الجزء الأمامي- فتصل إلى 45 درجة، فيما تصل زاوية المغادرة (Departure Angle) – أقصى ميل يمكن للمدرعة صعوده من المستوى الأفقي دون إتلاف الجزء الخلفي – إلى 50 درجة.
وعن مؤشر أداء “الدهناء” تقول الجهة المصنعة، إن “درجة الانحدار القصوى للمدرعة” تصل إلى نسبة 60%، أما “درجة الميل الجانبي القصوى” فتصل إلى 30%.
| الطاقم               | أفراد                     |
| الوزن الكلي          | كيلو غرام                 |
| وزن التحميل          | كيلو غرام                 |
| السرعة القصوى        | كلم / ساعة                |
| قوة المحرك           | حصان                      |
| نسبة القوة إلى الوزن | حصان/ طن                  |
| عزم المحرك           | نيوتن متر                 |
| العجلات              | مزودة بمادة مقاومة للرصاص |

## الأبعاد
| الطول               | 5000 مم |
| العرض               | 2200 مم |
| الارتفاع بمنصب/بدون | مم      |
| المسافة بين المحاور | مم      |
| الخلوص الأرضي       | 375 مم  |

## مواصفات إضافية
مواصفات إضافية: